# Francisco Cañete Ramírez
Francisco Javier Cañete Ramírez (Chile, 5 de noviembre de 1976) y es un exfutbolista chileno. Jugaba de defensa y militó en diversos clubes de Chile.

## Trayectoria
Comenzó su carrera en Colo-Colo, sin embargo no logro debutar oficialmente con el equipo albo. En 1997 pasó a defender los colores de Unión San Felipe de la Primera B, en donde jugó por una temporada.En 1998 pasó a Santiago Morning, de la misma división. En el cuadro microbusero ascender a la primera división ese mismo año, logrando la regularidad que buscaba. Estuvo hasta fines de 2002, firmando para Cobresal de la Primera División en vistas a la temporada 2003.Después de un año en la Primera B defendiendo la casaca de Unión La Calera, la temporada 2005 regresa a la Primera División, defendiendo los colores de Deportes La Serena en el Apertura y a Everton en el Clausura.

## Clubes
| Club               | País  | Año       |
| ------------------ | ----- | --------- |
| Colo-Colo          | Chile | 1994-1996 |
| Unión San Felipe   | Chile | 1997      |
| Santiago Morning   | Chile | 1998-2002 |
| Cobresal           | Chile | 2003      |
| Unión La Calera    | Chile | 2004      |
| Deportes La Serena | Chile | 2005      |
| Everton            | Chile | 2005      |